# Bazální buňka

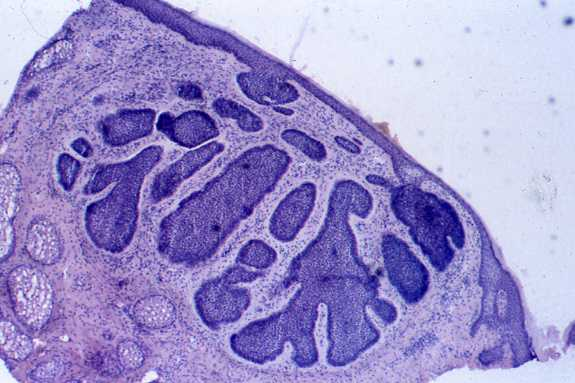
Karcinom bazálních buněk je nádorové onemocnění bazálních buněk v pokožce

Bazální buňka je obecně buňka, která se vyskytuje na bázi (okraji) nějaké struktury. Často je velice množivá (proliferuje) a slouží jako kmenová buňka pro vznik různých buněčných typů. Jeden ze seznamů lidských buněk například uvádí bazální buňku pokožky, bazální buňku nehtového lůžka, bazální buňky vlhkých vrstevnatých krycích epitelů (v rohovce, na jazyku, v ústní dutině, jícnu, análním kanálu, distálním konci močové trubice a ve vagině), bazální absorpční buňku nadvarlete, bazální buňku v stria vascularis a bazální buňku čichového epitelu (kmenová buňka pro olfaktorické neurony).
Bazální buňky se vyskytují samozřejmě i v anatomických učebnicích botaniků, a tak je známa např. bazální buňka, která vzniká prvním dělením rostlinného zárodku, nebo bazální buňky, jimiž některé řasy přirůstají k podkladu.